# زمان در پاکستان

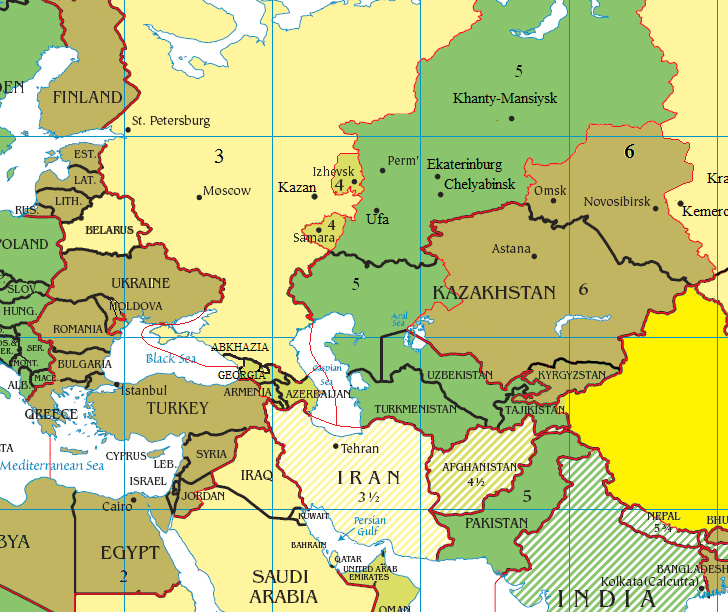
ساعت رسمی پاکستان و کشورهای همسایه‌اش.

زمان در پاکستان (انگلیسی: Time in Pakistan) با  ساعت رسمی پاکستان (PKT) داده می‌شود.